# 短歌
短歌（たんか）とは、和歌の一形式で五・七・五・七・七の五句体の歌体のこと。ただし短歌は古より詠まれている歌体であるが、この項目では明治以降の短歌すなわち近代短歌と現代の短歌について取り上げる。つまりは五・七・五・七・七とは限らない。

## 概要
短歌は記紀歌謡や『万葉集』初期の作品にはすでに見られるもので、古今を通じ広く行われ、長歌や旋頭歌が詠まれることがなくなるにつれて、和歌といえば短歌をさすようになった。五・七・五・七・七の五句体（31モーラ）の詩形は、その時代に盛んであった長い詩形との関連で呼び名が変わった。奈良時代には長歌に対して反歌としての短歌、平安時代以降は漢詩に対して和歌、明治時代後半からは新体詩に対して再び短歌と呼ばれて現在に至っている。狂歌とは文体を同にするが、定義では全く異なるものである。和歌と近代以降の短歌は、その韻文としてのかたちは基本的には変わらぬものであるが、和歌はその中で使われたいわゆる序詞や縁語、また歌枕といった修辞を重要視し、のちのちまでそれらを伝えて詠まれたのに対し、近代以降の短歌ではそういったものは原則として否定されている。すなわち前代からの和歌とは違う思想に基づいて作歌されているということである。
ちなみに、五・七・五の俳句と違い、五・七・五・七・七の短歌は季語が要らない。

## 短歌の歴史
近世以前は、和歌の歴史を参照

### 幕末
幕末には佐久良東雄、瀬口三兵衛などの勤皇派の歌人によりさかんに勤皇歌が作られた時期があった。

### 明治・大正
明治時代初期の歌壇は前代に引き続き、桂園派を主とする御歌所派が中心となって貴族的・伝統的な文化人たちが担っていたが、和歌改良を志す人々はその題詠による作歌・風雅な趣向を批判し、自由と個性を求める近代短歌を開いた。落合直文は浅香社を結成し、主観を重視する浪漫的な短歌を目指し、与謝野鉄幹らを輩出した。明治33年（1900年）、鉄幹は『明星』を創刊し、与謝野晶子を擁して浪漫主義短歌の全盛時代を築いた。明治40年代には『明星』から出た耽美派の北原白秋、自然主義的な若山牧水、社会主義的傾向を示した石川啄木らの個性が開花した。
阪正臣や武島羽衣、大町壮（五城野史）、黒田清綱、千家尊福などいわゆる旧派歌人は1903年に大日本歌道奨励会を創設し、機関誌『わか竹』を発行した。官報等で会員を募り、1922 年には会員数3万7000名の最大規模を誇っていた。
一方、正岡子規は明治31年（1898年）に『歌よみに与ふる書』を発表。万葉への回帰と写生による短歌を提唱して根岸短歌会を起こし、伊藤左千夫・長塚節らを育てた。根岸短歌会の機関紙として明治41年（1908年）に創刊された『アララギ』からは、独自の歌風を確立してアララギ派を主導した島木赤彦や、自我を見つめて生命感ほとばしる歌を詠んだ斎藤茂吉が出た。『アララギ』は赤彦が編集を担当した大正期に歌壇主流と言っていい発展を遂げるが、よりストイックな歌風を特色とするその美学と結社的束縛は一部で反発を招き、大正13年（1924年）に古泉千樫、折口信夫（釈迢空）、石原純が新雑誌『日光』の創刊に参加して『アララギ』を離脱するなど、『アララギ』の分裂を生み出す。茂吉は「写生」に「生を写す」と言う解釈をほどこし、大正15年（1926年）島木赤彦の没後は『アララギ』の編集を担い、中心人物として昭和初期にかけて活躍する。

### 昭和
昭和短歌の前奏曲として、大正13年（1924年）、歌誌『日光』が、『アララギ』を脱退した古泉千樫、釈迢空、石原純や、北原白秋、前田夕暮、吉植庄亮らによって創刊された。短歌結社ではなくゆるやかなサロン的結合による雑誌であったが、おのずから反アララギ的色彩を帯び、アララギ系―反アララギ系という座標軸はここから始まったといってよい。リアリズムに近い立場に立ちながら、窪田空穂、松村英一らは、『アララギ』には批判的であり、英一やその門人である山本友一は土屋文明系の渋谷嘉次と論争を行い、文明に代表される『アララギ』の作風のぎこちなさを批判する。
明治から試みられていた口語・自由律や、石川啄木にまでさかのぼれるプロレタリア短歌の運動が起こったのも昭和に入ってからである。前者は前田夕暮の「詩歌」を中心に一大勢力となり、後者はプロレタリア文学の一環としての存在を主張するようになる。
口語派は夕暮の一門あげての定型復帰により、香川進、前田透といった歌人が文語定型を排除しない方向に転じたことで、力を減じていった。
プロレタリア派は、当初、文学理論が先行し、短歌を短詩に解消するべきだという意見が有力になったり、あるいは三十一音を大幅にはみ出す作品が出たりして、国家による弾圧以前にも問題を抱えていた。
昭和3年（1928年）、新興歌人連盟が発足。口語派、シュールレアリスム派、プロレタリア派、生活派が連合して歌壇の革新に努める。前川佐美雄、坪野哲久、筏井嘉一らにより、後に新風十人でその美学を示した。昭和10年（1935年）、北原白秋が『多磨』を創刊。宮柊二（『コスモス』）、木俣修（『形成』）といった戦後結社につながる歌人がここから輩出する。
歌壇の一大勢力に成長した『アララギ』では、斎藤茂吉の指導を受けた佐藤佐太郎（『歩道』創刊）・山口茂吉、土屋文明の指導を受けた五味保義、近藤芳美（『未來』創刊）、高安国世（『塔』創刊）、相澤正、樋口賢治、落合京太郎、吉田正俊、柴生田稔らが育つ。

### 戦中
日中戦争から第二次世界大戦にかけては国民精神総動員運動が行われ、教学局が勤皇歌を取り上げて鎌倉時代や幕末期の勤皇歌集が盛んに発行された。川田順が先陣を切り日本文学報国会が情報局と大政翼賛会の後援を受け、毎日新聞社などとともに『愛国百人一首』を編纂し、各新聞に発表するなど、国威掲揚に利用された。

### 戦後
日本の敗戦から、桑原武夫『第二芸術論』など短歌否定論が大反響を呼んだが、短歌否定論に対抗し、戦後歌壇を樹立する目的の下に、昭和22年（1947年）新歌人集団という運動体が結成された。近藤芳美や宮柊二などは戦後歌壇の大きな存在となるとともに、現代短歌の基盤を作っていった。
昭和23年（1948年）には、日本歌人クラブが、斎藤茂吉・土屋文明・釈迢空・尾上柴舟・佐佐木信綱・窪田空穂・土岐善麿・前田夕暮を始めとする183名の発起人、太田靑丘・渡辺順三・近藤芳美・佐藤佐太郎・木俣修・宮柊二・香川進ら当時の中堅歌人らによって結成され、歌壇最大の超結社団体として、現在に至るまで活発な活動を続けている。
昭和24年（1949年）には中井英夫が『短歌研究』を創刊し、葛原妙子・中城ふみ子・塚本邦雄・寺山修司ら多くの新人を見い出した。
昭和31年（1956年）には歌人の職能的性格を持つ団体として「現代歌人協会」が、生方たつゑ・扇畑忠雄・尾上柴舟・香川進・鹿児島寿蔵・木俣修・窪田空穂・近藤芳美・佐佐木信綱・佐藤佐太郎・柴生田稔・土屋文明・坪野哲久・土岐善麿・松村英一・會津八一・宮柊二・山口茂吉・山本友一など62名の発起人により結成された。
昭和30年代になると前衛短歌運動が起こった。現代短歌は前衛短歌から始まったとも言われる。前衛短歌運動は、塚本邦雄の衝撃的な表現から始まり、「短歌研究」編集長中井英夫の賛同を得、岡井隆・寺山修司といった同志を獲得し、歌壇全体に影響を及ぼした。前衛短歌は、比喩の導入、句またがり、記号の利用といった技法上の特徴が数多くあるが、作品の主人公と作者が異なる、虚構を詠っている点が最大の特徴である。この表現方法は明治期の西洋化で失われたが、古典ではよく見られた形式であるため、短歌のルネッサンスと言われる。
昭和30年代半ばには、前衛短歌は社会的影響力を持ち始めたため敬遠する出版会の動きがあったことと、方法意識が出尽くしたことから停滞した。そこで登場したのが安保闘争に参加した若者、西の清原日出夫、東の岸上大作であった。
安保闘争後、前衛短歌が行き詰まりを見せ、新たな表現方法への移行も出来なかったこともあり、短歌は目標や思想を喪失していった。歌壇は孤立化し、内部（歌人）と外部（新聞短歌・セミナー短歌）の棲み分けが始まった。そのような中、三島由紀夫に定家の再来と言われてデビューした春日井建が、時代性や社会性の意識は見られない絶対なる美的表現を追求した。
昭和40年代初め、前衛短歌の停滞後初めて本格的に近代短歌に向き合う動きが出てきた。自然派の前登志夫、古典派の馬場あき子・山中智恵子などである。他にも、自らの表現形式を持って短歌を作る歌人が活躍し始めた。「男歌」の佐佐木幸綱、「ただごと歌」の奥村晃作、実験的な歌風の高瀬一誌、戦後の青年像を示した夭折歌人の小野茂樹などである。昭和50年代には、村木道彦・小池光・阿木津英など、風俗・実生活を繊細に描写する歌人が現れた。
昭和60年代には、都市文化を基調としたヴィジュアルな表現が登場する。坂井修一や、新古典派と呼ばれる紀野恵・水原紫苑などが平成のニューウェーブの先駆けとなる。俵万智『サラダ記念日』（1987年）がミリオンセラーを記録、短歌はそれまでの硬いイメージから解放され、広告コピーの言語のように読まれるようになった。
また、松宮静雄（『ウルの墓』1980年）のSF短歌、井辻朱美（『地球追放』1982年）のファンタジー短歌など、フィクション・非現実世界を題材にした短歌も生まれた。

### 平成
平成に入って、正岡子規以来の写生を受け継ぐ『アララギ』の終刊（平成9年（1997年）12月）とアララギ派が分裂した。時を同じくして加藤治郎・荻原裕幸・穂村弘らニューウェーブと呼ばれるサブカルチャー要素を取り入れた歌人が登場した。『サラダ記念日』（俵万智）で決定的に大衆化した短歌の状況に困惑する旧来の歌人をよそに、イメージと感性で歌い上げる彼らの表現は斬新だった。それまでの短歌は個人的内容であっても、普遍性や生への問いかけがあった。しかし、バブル経済の表層的文化で育った口語性と都会性、脱私性により、前衛短歌以来の近代短歌からの脱出が図られたのである。
また、インターネットの普及も影響して、枡野浩一といった歌会や歌壇には属さず、小説やエッセイを執筆しながら独自の活動を行う歌人も登場している。
昭和末期から東洋大学現代学生百人一首という短歌を使用したコンテストが開催されている。現在では全国各地の学校がこのイベントへ参加しており、短歌を通じた教育ならびに現代の学生が短歌を詠むことで現代人の感性を知ろうというひとつの試みとなっている。
また、フィクションをテーマにした短歌も若者に流行し、BL短歌などがある。男性同士の恋愛関係を詠むBL短歌の作中主体は「作者本人」ではないため、実践者には「憑依短歌」と呼ぶ人もいる。Twitterではハッシュタグを利用した短歌の発表も行われている。2012年には、『短歌de胸キュン』という、NHK短歌番組の月に１回の放送が、お笑い芸人と歌人による評価という、短歌の大衆化を狙った企画が始まった。2012年-2013年,2015年が佐伯裕子、2014年が梅内美華子、2016年が栗木京子という女性の抜擢で人気を博している。2015年には、超能力を持つ家族の日常を詠んだ笹公人『念力家族』（2003年）がNHK Eテレで天てれドラマ枠でテレビドラマ化された。2016年には、スマートフォン向けソーシャルゲーム「グランブルーファンタジー」で、同作を題材にTwitterで短歌（グラブル短歌）を募集するキャンペーンが行われた。また2017年には舞城王太郎の短編小説を挟み高校生を題材とした岡野大嗣と木下龍也共著『玄関の覗き穴から差してくる光のように生まれたはずだ』が一般層へ売り上げを伸ばした。
2010年代後半からは社会問題や社会的マイノリティなどの背景を持ち、それをテーマとした歌人が出現し始める。2016年に養護施設での虐待やホームレス生活を詠った鳥居の『キリンの子』が話題を呼んだ。2018年に非正規雇用や社会へのエールをテーマとした萩原慎一郎の『歌集 滑走路』が、歌集としては『サラダ記念日』以来となる異例のベストセラーとなり、日本国内の主要メディアや海外メディアなどでも取り上げられ、2019年には歌集としては初の紀伊國屋書店員が選ぶキノベス!に選ばれた。

### 令和
萩原慎一郎による『歌集 滑走路』は、2020年にKADOKAWA配給による映画化や小説化もされ、中学や高校の国語の教材となるなど一般層や文学界全体への短歌の浸透を大きく広げ、それに追随する形で若手歌人達の歌集が初刷で1万部以上出版されるようになるなど、同人規模であった短歌が空前のブームとなっている。2022年には『歌集 滑走路』や映画『滑走路』の表現や映像手法から影響を受けたNHK連続テレビ小説『舞いあがれ!』が放送され、短歌が作中の題材として扱われた。

## 短歌の技法

### 定形の文字数、句数による制約
短歌の定形は、31文字（みそひともじ）、5句であるが、それを守る方法と変化を付けることによって表現の幅を広げようとする方法とがある。歌のどの部分を強調するかに対して各種の慣用的呼び方がある。
- 句切れ
  - 初句切れ
  - 二句切れ
  - 三句切れ
  - 四句切れ
  - 無句切れ（句切れなしとも言う）
- 句割れ
- 句跨り
- 破調
  - 字余り
  - 字足らず

### 使用する表記
文語による短歌は歴史的仮名遣（旧仮名遣）によって書かれることが原則であるが、日常生活で口語が用いられている現在は各種の表記法が混在している。
- 文語と歴史的仮名遣
- 文語と現代仮名遣
- 口語と歴史的仮名遣
- 口語と現代仮名遣
- 漢語、外来語・カタカナ語・話し言葉
- 句読点
- 字空き
- 分かち書き
- 散らし書き

### 修辞技法
近代以降の短歌においては、韻文全般に用いられる技法の中から効果があるとされるものが選択的に用いられている。
- 反復法
- 対句法
- 倒置法
- 押韻
- 反語
- 引用、援用
- 体言止め
- 比喩
  - 直喩
  - 暗喩（隠喩）
  - 寓喩
  - 擬人法
- 擬音語
- 擬態語

## 短歌の分類
近代以降の短歌は自然に触れ、生活の場で、また社会の流れの中にあって、人間の心の在り様を表現したものであり、すべてが抒情であるとも言える。しかし、短歌の世界では対象の捉え方を、叙景歌（自然の風景等を詠んだ歌）、叙事歌（事実をありのままに述べた歌）、抒情歌（感情、感動を述べ表した歌）という分け方をしてきた。便宜上直接的に短歌の対象となった事柄を捉えて、何々詠という呼び方をしている。
代表的なものを次に掲げることにする。これら以外に何々詠と付けられた分類も見かける。また、今後、さまざまな呼び方がされる新たな分野が登場してくる可能性はある。
| 種類               | 内容                                                                       |
| ------------------ | -------------------------------------------------------------------------- |
| 自然詠             | 山川草木、花鳥風月などの自然を主体に詠んだ歌                               |
| 季節詠             | 春夏秋冬、すなわち四季を詠んだ歌。広くは自然詠に含まれる                   |
| 動物詠             | 動物を詠んだ歌                                                             |
| 植物詠             | 植物を詠んだ歌                                                             |
| 愛国詠             | 国の末永い平和や繁栄を祈る歌                                               |
| 人事詠             | 人間社会の出来事、人間関係、または個人個人のことを詠んだ歌                 |
| 生活詠             | 生活の実感を詠い人の在り方に迫ろうとする歌                                 |
| 官能詠             | 肉体的快感、特に性的感覚を通して得られる快さを詠んだ歌                     |
| 職場詠・職業詠     | 職場や職業を詠んだ歌                                                       |
| 境涯詠             | 自分の人生を振り返って詠んだ歌                                             |
| 病床詠             | 病床にあって詠んだ歌                                                       |
| 家族詠             | 家族という集団を意識しながらその構成員を詠んだ歌                           |
| 相聞歌             | 恋愛感情を詠んだ歌                                                         |
| 挽歌・鎮魂歌       | 死者を弔い、死を悲しむ歌                                                   |
| 旅行詠             | 旅行途上で接した風物に寄せて感慨を詠んだ歌                                 |
| 山岳詠             | 登山体験を詠んだ歌                                                         |
| 海外詠             | 海外での長期滞在、居住、永住等の体験を詠んだ歌。戦前からの移民等の歌も含む |
| 社会詠             | 人の生活する場である社会と社会に対する批判等を含む認識を詠んだ歌           |
| 時事詠             | 時事問題を詠んだ歌。社会詠の一種である                                     |
| 時局詠             | 現在の時局に題材を得た歌。広くは社会詠に含まれる                           |
| 安保詠・学園闘争詠 | 60年安保闘争・1970年前後の学園紛争を詠んだ歌                               |
| 震災詠             | 関東大震災や阪神・淡路大震災を詠んだ歌                                     |
| 戦争詠             | 戦争に直接参加した兵士たちが前線で詠んだ歌                                 |
| 戦時詠             | 戦時下の社会と人間を詠んだ歌。戦争詠とは異なる                             |
| 農民詠             | 「農民文学運動」に端を発し、農村に関して詠んだ歌                           |
| 思想詠             | 哲学、思想、主義、主張に基づき人間と社会を詠んだ歌                         |
| 都市詠             | 人間社会の縮図である都市の社会状況、人間の在り方を詠んだ歌                 |

## 主な短歌結社
- 未来 - 近藤芳美、岡井隆、吉田漱らが所属。

- 塔 - 高安国世、永田和宏、河野裕子、栗木京子らが所属。

- 心の花 - 佐佐木信綱、佐佐木幸綱、俵万智、佐佐木定綱らが所属。

- りとむ - 三枝昂之、今野寿美、萩原慎一郎らが所属。

- かりん - 馬場あき子、岩田正らが所属。

- まひる野 - 窪田空穂、窪田章一郎らが所属。

- コスモス短歌会 -奥村晃作らが所属。

- かばん 穂村弘、東直子、辻井竜一らが所属。

## 商業誌
- 『短歌』（KADOKAWA）
- 『短歌研究』(短歌研究社)
- 『歌壇』(本阿弥書店)
- 『短歌ムック ねむらない樹』(書肆侃侃房)
- 『現代短歌』(現代短歌社)
- 『短歌往来』（ながらみ書房）
- 『うた新聞』(いりの舎)

## 短歌を扱った作品

### 映画
- 『TANNKA 短歌』(2006年、東映) 俵万智の小説「トリアングル」原作のR-15官能映画。

- 『乱反射』(2011年、スタイルジャム) 小島なおの歌集を基にした短編青春ドラマ映画。

- 『滑走路』(2020年、KADOKAWA) 萩原慎一郎の第一歌集『滑走路』をモチーフに制作された社会派映画。

### テレビ
- NHK短歌（NHK教育テレビの番組）
- 平成万葉集 NHKBSプレミアムの番組、主演司会：生田斗真・吉岡里帆
- 相棒 テレビ朝日系列の刑事ドラマ番組。短歌をテーマにしたエピソードがある。
- NHK連続テレビ小説『舞いあがれ!』萩原慎一郎や映画『滑走路』の表現手法を参考に短歌を題材として扱っている[13][14]。

### 音楽
- 君が代 日本の国歌。歌詞が古今和歌集から引用されている。